# 2011-es U19-es labdarúgó-Európa-bajnokság
A 2011-es U19-es labdarúgó-Európa-bajnokságot Romániában rendezték 2011. július 20. és augusztus 1. között. A tornát a spanyol csapat nyerte.
A címvédő Franciaország volt. A tornán 1992. január 1. után született játékosok vehettek részt.

## Selejtezők
A selejtezők két körben történtek.
A végső döntőt selejtezők előzték meg, melyeket két lépcsőben játszottak. A fordulók során 52 nemzet válogatottja versengett, hogy a hét továbbjutó csapat egyike legyen. Így alakult ki a házigazdával együtt a döntő nyolc csapata.

## Résztvevők
| - Belgium - Csehország - Görögország - Románia (rendező) | - Írország - Szerbia - Spanyolország - Törökország |

## Csoportkör
| Színmagyarázat                                           |
| -------------------------------------------------------- |
| A csoportok első két helyezettje bejutott az elődöntőbe. |
| A csoportok harmadik és negyedik helyezettjei kiestek.   |

### A csoport
| Csapat      | M | Gy | D | V | G+ | G– | Gk | P |
| ----------- | - | -- | - | - | -- | -- | -- | - |
| Csehország  | 3 | 3  | 0 | 0 | 6  | 2  | +4 | 9 |
| Írország    | 3 | 1  | 1 | 1 | 3  | 3  | 0  | 4 |
| Görögország | 3 | 1  | 0 | 2 | 2  | 3  | –1 | 3 |
| Románia     | 3 | 0  | 1 | 2 | 1  | 4  | –3 | 1 |

| 2011. július 20. 21:00 |

| Görögország | 1–2               | Írország        |
| ----------- | ----------------- | --------------- |
| Katidis 5'  | (1–1) Jegyzőkönyv | O'Connor 2' 51' |

| Stadionul Buftea, Buftea Játékvezető: Pawel Gil (lengyel) |

| 2011. július 20. 21:00 |

| Románia     | 1–3               | Csehország                                   |
| ----------- | ----------------- | -------------------------------------------- |
| Stanciu 30' | (1–1) Jegyzőkönyv | Přikryl 44' Jeleček 61' (11-esből) Jánoš 85' |

| Stadionul Concordia, Chiajna Játékvezető: Clément Turpin (francia) |

| 2011. július 23. 19:00 |

| Csehország           | 2–1               | Írország       |
| -------------------- | ----------------- | -------------- |
| Brabec 69' Lácha 71' | (0–1) Jegyzőkönyv | O'Sullivan 10' |

| Stadionul Mogoşoaia, Mogoşoaia Játékvezető: Bognár Tamás (magyar) |

| 2011. július 23. 21:00 |

| Románia | 0–1               | Görögország   |
| ------- | ----------------- | ------------- |
|         | (0–1) Jegyzőkönyv | Fortúnisz 37' |

| Stadionul Berceni, Berceni Játékvezető: Stuart Attwell (angol) |

| 2011. július 26. 19:00 |

| Csehország  | 1–0               | Görögország |
| ----------- | ----------------- | ----------- |
| Přikryl 70' | (0–0) Jegyzőkönyv |             |

| Stadionul Mogoşoaia, Mogoşoaia Játékvezető: Tom Harald Hagen (norvég) |

| 2011. július 26. 19:00 |

| Írország | 0–0         | Románia |
| -------- | ----------- | ------- |
|          | Jegyzőkönyv |         |

| Stadionul Berceni, Berceni Játékvezető: Artyom Kuchin (kazak) |

### B csoport
| Csapat        | M | Gy | D | V | G+ | G– | Gk | P |
| ------------- | - | -- | - | - | -- | -- | -- | - |
| Spanyolország | 3 | 2  | 0 | 1 | 8  | 4  | +4 | 6 |
| Szerbia       | 3 | 1  | 1 | 1 | 3  | 5  | –2 | 4 |
| Törökország   | 3 | 1  | 1 | 1 | 4  | 3  | +1 | 4 |
| Belgium       | 3 | 0  | 2 | 1 | 3  | 6  | –3 | 2 |

| 2011. július 20. 19:00 |

| Szerbia              | 2–0               | Törökország |
| -------------------- | ----------------- | ----------- |
| Jojić 57' Trujić 89' | (0–0) Jegyzőkönyv |             |

| Stadionul Berceni, Berceni Játékvezető: Artyom Kuchin (kazak) |

| 2011. július 21. 18:00 |

| Spanyolország                                               | 4–1               | Belgium      |
| ----------------------------------------------------------- | ----------------- | ------------ |
| Sarabia 15' (11-esből) Alcácer 65' Muñiz 90+1' Morata 90+3' | (1–0) Jegyzőkönyv | Cuvelier 46' |

| Stadionul Mogoşoaia, Mogoşoaia Játékvezető: Stuart Attwell (angol) |

- A mérkőzést eredetileg július 20-án játszották, de 15 perc után, 1–0-s spanyol vezetésnél (gólszerző: Álvaro Morata), félbeszakadt a rossz időjárás miatt. A mérkőzést július 21-én, 18 órától játszották újra.[1]

| 2011. július 23. 19:00 |

| Törökország | 1–1               | Belgium      |
| ----------- | ----------------- | ------------ |
| Dere 77'    | (0–0) Jegyzőkönyv | Vervaeke 90' |

| Stadionul Buftea, Buftea Játékvezető: Tom Harald Hagen (norvég) |

| 2011. július 23. 21:00 |

| Szerbia | 0–4               | Spanyolország                 |
| ------- | ----------------- | ----------------------------- |
|         | (0–3) Jegyzőkönyv | Morata 13' 22' 75' Juanmi 15' |

| Stadionul Concordia, Chiajna Játékvezető: Pawel Gil (lengyel) |

| 2011. július 26. 21:00 |

| Törökország                                       | 3–0               | Spanyolország |
| ------------------------------------------------- | ----------------- | ------------- |
| Ramalho 31' (öngól) Çörekçi 51' Gómez 56' (öngól) | (1–0) Jegyzőkönyv |               |

| Stadionul Concordia, Chiajna Játékvezető: Bognár Tamás (magyar) |

| 2011. július 26. 21:00 |

| Szerbia     | 1–1               | Belgium   |
| ----------- | ----------------- | --------- |
| Vermijl 73' | (0–1) Jegyzőkönyv | Mrkela 6' |

| Stadionul Buftea, Buftea Játékvezető: Clément Turpin (francia) |

## Egyenes kieséses szakasz

### Elődöntők
| 2011. július 29. 18:45 |

| Csehország                                               | 4–2               | Szerbia            |
| -------------------------------------------------------- | ----------------- | ------------------ |
| Přikryl 6' Kalas 16' Jeleček 19' (11-esből) Skalák 90+2' | (3–2) Jegyzőkönyv | Despotović 23' 28' |

| Stadionul Mogoşoaia, Mogoşoaia Játékvezető: Artyom Kuchin (kazak) |

| 2011. július 29. 20:45 |

| Spanyolország                                                 | 5–0               | Írország |
| ------------------------------------------------------------- | ----------------- | -------- |
| Deulofeu 27' Sarabia 40' Juanmi 46' Morata 79' 90' (11-esből) | (2–0) Jegyzőkönyv |          |

| Stadionul Concordia, Chiajna Játékvezető: Clément Turpin (francia) |

### Döntő
| 2011. augusztus 1. 20:00 |

| Csehország           | 2–3 (h. u.)                 | Spanyolország                    |
| -------------------- | --------------------------- | -------------------------------- |
| Krejčí 52' Lácha 97' | (0–0, 1–1, 2–2) Jegyzőkönyv | Aurtenetxe 85' Alcácer 108' 115' |

| Stadionul Concordia, Chiajna Nézőszám: 3700 Játékvezető: Stuart Attwell (angol) |

| A 2011-es U19-es labdarúgó-Európa-bajnokság győztese |
| ---------------------------------------------------- |
| SPANYOLORSZÁG 8. cím                                 |

## Gólszerzők
6 gólos
- Álvaro Morata

3 gólos
- Tomáš Přikryl
- Paco Alcácer

2 gólos
- Anthony O'Connor
- Tomáš Jeleček
- Djordje Despotović
- Juanmi
- Pablo Sarabia
- Patrik Lácha

## Végeredmény
Az első két helyezett utáni sorrend nem tekinthető hivatalosnak, mivel ezekért a helyekért nem játszottak mérkőzéseket. Ezért e helyezések meghatározásához az alábbiak lettek figyelembe véve:
1. több szerzett pont
2. jobb gólkülönbség
3. több szerzett gól

A hazai csapat eltérő háttérszínnel kiemelve.
| Helyezés | Nemzet        | M | Gy | D | V | G+ | G– | Gk | P  |
| -------- | ------------- | - | -- | - | - | -- | -- | -- | -- |
| Arany    | Spanyolország | 5 | 4  | 0 | 1 | 15 | 8  | +7 | 12 |
| Ezüst    | Csehország    | 5 | 4  | 0 | 1 | 13 | 5  | +8 | 12 |
| Bronz    | Szerbia       | 4 | 1  | 1 | 2 | 5  | 9  | –4 | 4  |
| Bronz    | Írország      | 4 | 1  | 1 | 2 | 3  | 8  | –5 | 4  |
|          |               |   |    |   |   |    |    |    |    |
| 5.       | Törökország   | 3 | 1  | 1 | 1 | 4  | 3  | +1 | 4  |
| 6.       | Görögország   | 3 | 1  | 0 | 2 | 2  | 3  | –1 | 3  |
| 7.       | Belgium       | 3 | 0  | 2 | 1 | 3  | 6  | –3 | 2  |
| 8.       | Románia       | 3 | 0  | 1 | 2 | 1  | 4  | –3 | 1  |

## Lásd még
- 2011-es U17-es labdarúgó-Európa-bajnokság